# Ameizing世界巡迴演唱會
Ameizing世界巡迴演唱會，是臺灣女歌手張惠妹的第六次大型個人巡迴演唱會。
該演唱會成為台北小巨蛋連唱最多場、觀看人數最多、離開唱日最短日數售票，創紀錄的8場演唱會共計吸引300多位演藝圈人士前往觀賞，更首次在高雄世運主場館開唱，並且連開兩場，是第一位在此開唱的華語女歌手，AMeizing演唱會在台灣共舉辦10場，吸引18萬觀眾前往觀賞，創下同系列演唱會吸引最多觀眾的個人歌手紀錄。
此次巡演也讓阿妹成為首位單次巡演場次最高的華語女歌手。從2011年9月起跑，共歷經19個月、45座城市，場次達59場，吸引了147.5萬名觀眾，票房收入為新台幣29.5億元。而演唱會Live DVD也收錄完整高雄場及台北場精華，長度4個多小時。2012年中國演唱會票房第5名（女歌手第一名）。

## 巡演場次
| 場次 | 日期           | 國家／地區       | 城市                                       | 場館                                               | 備註                                                 |
| ---- | -------------- | ---------------- | ------------------------------------------ | -------------------------------------------------- | ---------------------------------------------------- |
| 1    | 2011年9月3日   | 中国大陆         | 四川省成都市                               | 成都市體育中心體育場                               | 二度在此場地開個人大型售票演唱會的台灣女歌手         |
| 2    | 2011年9月9日   | 中国大陆         | 重慶市                                     | 重慶市奧林匹克體育中心體育場                       | 首位在此場地開個人大型售票演唱會的華語女歌手         |
| 3    | 2011年9月12日  | 中国大陆         | 黑龍江省哈爾濱市                           | 哈爾濱國際會展中心體育場                           | 首位在此場地開個人大型售票演唱會的華語女歌手         |
| 4    | 2011年9月16日  | 中国大陆         | 浙江省溫州市                               | 溫州體育中心體育場                                 | 首位在此場地開個人大型售票演唱會的華語女歌手         |
| 5    | 2011年10月1日  | 中国大陆         | 江蘇省蘇州市                               | 吳江體育場                                         | 首位在此場地開個人大型售票演唱會的華語女歌手         |
| 6    | 2011年10月4日  | 中国大陆         | 江蘇省泰州市                               | 靖江市第一高級中學體育場                           | 首位在此場地開個人大型售票演唱會的華語女歌手         |
| 7    | 2011年10月7日  | 中国大陆         | 廣西壯族自治區南寧市                       | 广西壮族自治区体育场                               | 首位在此場地開個人大型售票演唱會的華語女歌手         |
| 8    | 2011年10月21日 | 中国大陆         | 江蘇省南京市                               | 五台山體育場                                       | 二度在此場地開個人大型售票演唱會的華語女歌手         |
| 9    | 2011年10月30日 | 中国大陆         | 江蘇省南通市                               | 南通體育會展中心體育場                             | 首位在此場地開個人大型售票演唱會的華語女歌手         |
| 10   | 2011年11月6日  | 中国大陆         | 廣東省廣州市                               | 天河體育場                                         | 三度在此場地開個人大型售票演唱會的華語女歌手         |
| 11   | 2011年11月19日 | 中国大陆         | 四川省自貢市                               | 南湖體育場                                         | 首位在此場地開個人大型售票演唱會的華語女歌手         |
| 12   | 2011年11月26日 | 中国大陆         | 安徽省合肥市                               | 合肥奧林匹克體育中心體育場                         | 首位在此場地開個人大型售票演唱會的華語女歌手         |
| 13   | 2011年12月3日  | 中国大陆         | 福建省福州市                               | 福建省體育中心體育場                               | 首位在此場地開個人大型售票演唱會的華語女歌手         |
| 14   | 2011年12月16日 | 中国大陆         | 廣東省深圳市                               | 深圳體育場                                         | [ 17 ]                                               |
| 15   | 2011年12月24日 | 中国大陆         | 雲南省昆明市                               | 昆明市體育場                                       | 首位在此場地開個人大型售票演唱會的台灣女歌手         |
| 16   | 2012年1月6日   | 新加坡           | 新加坡                                     | 新加坡室內體育館                                   |                                                      |
| 17   | 2012年1月7日   | 新加坡           | 新加坡                                     | 新加坡室內體育館                                   | [ 19 ]                                               |
| 18   | 2012年2月5日   | 美国             | 紐澤西州大西洋城                           | Mark G. Etess Arena                                | 01:00                                                |
| 19   | 2012年2月5日   | 美国             | 紐澤西州大西洋城                           | Mark G. Etess Arena                                | 14:00                                                |
| 20   | 2012年3月30日  | 臺灣             | 台北市                                     | 台北小巨蛋                                         | 首位在此場地連開8場的華語歌手                        |
| 21   | 2012年3月31日  | 臺灣             | 台北市                                     | 台北小巨蛋                                         | [ 21 ]                                               |
| 22   | 2012年4月1日   | 臺灣             | 台北市                                     | 台北小巨蛋                                         | [ 22 ]                                               |
| 23   | 2012年4月4日   | 臺灣             | 台北市                                     | 台北小巨蛋                                         | 愛 分享 特別加演場                                   |
| 24   | 2012年4月5日   | 臺灣             | 台北市                                     | 台北小巨蛋                                         | [ 24 ]                                               |
| 25   | 2012年4月6日   | 臺灣             | 台北市                                     | 台北小巨蛋                                         | [ 25 ]                                               |
| 26   | 2012年4月7日   | 臺灣             | 台北市                                     | 台北小巨蛋                                         | [ 26 ]                                               |
| 27   | 2012年4月8日   | 臺灣             | 台北市                                     | 台北小巨蛋                                         | [ 27 ]                                               |
| 28   | 2012年4月21日  | 中国大陆         | 河南省鄭州市                               | 河南省體育中心體育場                               | 首位在此場地開個人大型售票演唱會的華語女歌手         |
| 29   | 2012年4月30日  | 英国             | 倫敦                                       | O2體育館                                           | 首位在此場地開個人大型售票演唱會的華語女歌手         |
| 30   | 2012年5月5日   | 马来西亚         | 吉隆坡聯邦直轄區                           | 默迪卡體育場                                       | 三度在此場地開個人大型售票演唱會的華語女歌手         |
| 31   | 2012年5月19日  | 中国大陆         | 江蘇省常州市                               | 常州奧林匹克體育中心新城體育場                     | [ 31 ]                                               |
| 32   | 2012年5月25日  | 香港             | 香港特別行政區                             | 紅磡體育館                                         |                                                      |
| 33   | 2012年5月26日  | 香港             | 香港特別行政區                             | 紅磡體育館                                         | [ 32 ]                                               |
| 34   | 2012年6月1日   |                  | 新南威爾士州雪梨                           | Sydney Entertainment Centre                        | [ 33 ]                                               |
| 35   | 2012年6月3日   | 維多利亞州墨爾本 | Melbourne Convention and Exhibition Centre | 首位創下華人歌手在該中心舉辦演唱會的觀賞人數新紀錄 |                                                      |
| 36   | 2012年6月10日  | 中国大陆         | 江西省南昌市                               | 江西省奧體中心體育場                               | 首位在此場地開個人大型售票演唱會的華語女歌手         |
| 37   | 2012年6月30日  | 中国大陆         | 北京市                                     | 工人體育場                                         | 二度在此場地開個人大型售票演唱會的華語女歌手         |
| 38   | 2012年7月7日   | 中国大陆         | 上海市                                     | 上海體育場                                         | 四度在此場地開個人大型售票演唱會的華語女歌手         |
| 39   | 2012年7月14日  | 中国大陆         | 陝西省西安市                               | 陝西省體育場                                       | 二度在此場地開個人大型售票演唱會的華語女歌手         |
| 40   | 2012年7月21日  | 中国大陆         | 四川省宜賓市                               | 宜賓市體育中心南岸體育場                           | 首位在此場地開個人大型售票演唱會的華語女歌手         |
| 41   | 2012年7月28日  | 中国大陆         | 廣西壯族自治區柳州市                       | 柳州市體育中心體育場                               | 首位在此場地開個人大型售票演唱會的華語女歌手         |
| 42   | 2012年8月3日   | 中国大陆         | 浙江省麗水市                               | 麗水市體育場                                       | 首位在此場地開個人大型售票演唱會的華語女歌手         |
| 43   | 2012年8月11日  | 中国大陆         | 浙江省寧波市                               | 富邦體育場                                         | 首位在此場地開個人大型售票演唱會的華語女歌手         |
| 44   | 2012年8月18日  | 中国大陆         | 廣東省惠州市                               | 惠州奧林匹克體育場                                 | 首位在此場地開個人大型售票演唱會的華語女歌手         |
| 45   | 2012年8月25日  | 中国大陆         | 天津市                                     | 天津奧林匹克體育中心體育場                         | 二度在此場地開個人大型售票演唱會的華語女歌手         |
| 46   | 2012年9月15日  | 中国大陆         | 湖南省長沙市                               | 賀龍體育場                                         | 首位在此場地開個人大型售票演唱會的台灣女歌手         |
| 47   | 2012年9月22日  | 中国大陆         | 山東省青島市                               | 青島天泰體育場                                     | 首位在此場地開個人大型售票演唱會的華語女歌手         |
| 48   | 2012年10月6日  | 中国大陆         | 福建省廈門市                               | 廈門市體育中心體育場                               | 首位在此場地開個人大型售票演唱會的華語女歌手         |
| 49   | 2012年10月14日 | 中国大陆         | 廣東省廣州市                               | 天河體育場                                         | 加演場，四度在此場地開個人大型售票演唱會的華語女歌手 |
| 50   | 2012年10月20日 | 中国大陆         | 廣東省珠海市                               | 珠海市體育中心體育場                               | 首位在此場地開個人大型售票演唱會的台灣女歌手         |
| 51   | 2012年10月27日 | 中国大陆         | 湖北省武漢市                               | 武漢體育中心體育場                                 | 二度在此場地開個人大型售票演唱會的華語女歌手         |
| 52   | 2012年11月10日 | 中国大陆         | 貴州省貴陽市                               | 貴州省體育場                                       | 首位在此場地開個人大型售票演唱會的華語女歌手         |
| 53   | 2012年11月24日 | 澳門             | 澳門特別行政區                             | 金光綜藝館                                         | [ 51 ]                                               |
| 54   | 2012年12月8日  | 臺灣             | 高雄市                                     | 高雄世運主場館                                     | 首位在此場地連開2場個人大型售票演唱會的華語女歌手    |
| 55   | 2012年12月9日  | 臺灣             | 高雄市                                     | 高雄世運主場館                                     | 首位在此場地連開2場個人大型售票演唱會的華語女歌手    |
| 56   | 2013年1月26日  | 新加坡           | 新加坡                                     | 新加坡室內體育館                                   | 加演場                                               |
| 57   | 2013年3月3日   | 中国大陆         | 重慶市                                     | 重慶市奧林匹克體育中心體育場                       | 加演場；二度在此場地開個人大型售票演唱會的華語女歌手 |
| 58   | 2013年3月16日  | 中国大陆         | 廣東省東莞市                               | 東莞市體育中心體育場                               | 首位在此場地開個人大型售票演唱會的台灣女歌手         |
| 59   | 2013年3月30日  | 中国大陆         | 浙江省杭州市                               | 黃龍體育中心體育場                                 | 二度在此場地開個人大型售票演唱會的華語女歌手         |

## 曲目列表
- Act 1

1. 日出
2. 給我感覺
3. High High High
4. 姐妹
5. 站在高崗上

- Act 2

1. 感應
2. 了不起
3. 都什麼時候了
4. 原來你什麼都不要

- Act 3

1. 你在看我嗎
2. 潛規則
3. 薇多莉亞的秘密
4. 彩虹
5. 牽手
6. YES OR NO

- Act 4

1. Are You Ready
2. 孤單Tequila
3. 掉了
4. 黑吃黑

- Act 5

1. 海闊天空
2. 藍天
3. 如果你也聽說
4. 勇敢
5. 記得
6. 不像個大人
7. 解脫
8. 我恨我愛你
9. 別在傷口灑鹽
10. 真實
11. 還有眼淚就好
12. 人質
13. 剪愛
14. 我可以抱你嗎
15. 聽海
16. 我要快樂
17. 我最親愛的

- Encore

1. Bad Boy
2. 火
3. 一想到你呀
4. 我要飛
5. 三天三夜
6. 渴了

- Act 1

1. 日出
2. 給我感覺
3. High High High
4. 姐妹
5. 站在高崗上

- Act 2

1. 感應
2. 了不起
3. 都什麼時候了
4. 我為什麼那麼愛你
5. 原來你什麼都不要

- Act 3

1. Are You Ready
2. 孤單Tequila
3. 掉了
4. 黑吃黑
5. 開門見山

- Act 4

1. 你在看我嗎
2. 潛規則
3. 薇多莉亞的秘密
4. 彩虹
5. 甜蜜蜜
6. 牽手
7. YES OR NO

- Act 5

1. 海闊天空
2. 藍天
3. 如果你也聽說
4. 勇敢
5. 記得
6. 不像個大人
7. 解脫
8. 我恨我愛你
9. 別在傷口灑鹽
10. 真實
11. 還有眼淚就好
12. 人質
13. 剪愛
14. 我可以抱你嗎
15. 聽海
16. 我要快樂
17. 我最親愛的

- Encore

1. Bad Boy
2. 火
3. 一想到你呀
4. 我要飛
5. 三天三夜
6. 渴了

- Act 1

1. 日出
2. 給我感覺
3. High High High
4. 姐妹
5. 站在高崗上

- Act 2

1. 感應
2. 了不起
3. 都什麼時候了
4. 我為什麼那麼愛你
5. 原來你什麼都不要

- Act 3

1. Are You Ready
2. 孤單Tequila
3. 掉了
4. 黑吃黑
5. 開門見山

- Act 4

1. 你在看我嗎
2. 潛規則
3. 薇多莉亞的秘密
4. 彩虹
5. 太陽島上
6. 牽手
7. YES OR NO

- Act 5

1. 海闊天空
2. 藍天
3. 如果你也聽說
4. 勇敢
5. 記得
6. 不像個大人
7. 解脫
8. 我恨我愛你
9. 別在傷口灑鹽
10. 真實
11. 還有眼淚就好
12. 人質
13. 剪愛
14. 我可以抱你嗎
15. 聽海
16. 我要快樂
17. 我最親愛的

- Encore

1. Bad Boy
2. 火
3. 一想到你呀
4. 我要飛
5. 三天三夜

- Act 1

1. 日出
2. 給我感覺
3. High High High
4. 姐妹
5. 站在高崗上

- Act 2

1. 感應
2. 了不起
3. 都什麼時候了
4. 掉了
5. 原來你什麼都不要

- Act 3

1. 好膽你就來
2. Are You Ready
3. 黑吃黑
4. 開門見山

- Act 4

1. 你在看我嗎
2. 潛規則
3. 薇多莉亞的秘密
4. 彩虹
5. 甜蜜蜜 （6/1）/ 哭砂 feat.黃鶯鶯 （7/1）
6. 牽手
7. YES OR NO

- Act 5

1. 海闊天空
2. 藍天
3. 如果你也聽說
4. 勇敢
5. 記得
6. 不像個大人
7. 解脫
8. 我恨我愛你
9. 別在傷口灑鹽
10. 真實
11. 還有眼淚就好
12. 剪愛
13. 我可以抱你嗎
14. 聽海
15. 我要快樂
16. 我最親愛的

- Encore

1. Bad Boy
2. 火
3. 一想到你呀
4. 我要飛
5. 三天三夜

- Act 1

1. 日出
2. 給我感覺
3. High High High
4. 姐妹
5. 站在高崗上

- Act 2

1. 感應
2. 了不起
3. 都什麼時候了
4. 掉了
5. 原來你什麼都不要
6. 彩虹
7. 甜蜜蜜
8. 牽手
9. YES OR NO

- Act 3

1. 你在看我嗎
2. 潛規則
3. 薇多莉亞的秘密
4. 好膽你就來
5. Are You Ready
6. 黑吃黑
7. 開門見山

- Act 5

1. 海闊天空
2. 藍天
3. 如果你也聽說
4. 記得
5. 解脫
6. 別在傷口灑鹽
7. 真實
8. 剪愛
9. 我可以抱你嗎
10. 聽海
11. 我要快樂
12. 我最親愛的

- Encore

1. Bad Boy
2. 火
3. 一想到你呀
4. 我要飛
5. 三天三夜

- Act 1

1. 日出
2. 給我感覺
3. High High High
4. 姐妹
5. 站在高崗上

- Act 2

1. 感應
2. 了不起
3. 都什麼時候了
4. 掉了
5. 原來你什麼都不要

- Act 3

1. 好膽你就來
2. Are You Ready
3. 黑吃黑
4. 開門見山

- Act 4

1. 你在看我嗎
2. 潛規則
3. 薇多莉亞的秘密
4. 彩虹
5. 來鬧的
6. 牽手

- Act 5

1. 海闊天空
2. 藍天
3. 如果你也聽說
4. 勇敢
5. 記得
6. 不像個大人
7. 解脫
8. 我恨我愛你
9. 別在傷口灑鹽
10. 真實
11. 還有眼淚就好
12. 剪愛
13. 我可以抱你嗎
14. 聽海
15. 我要快樂
16. 我最親愛的

- Encore

1. 渴了
2. Bad Boy
3. 火
4. 一想到你呀
5. 我要飛
6. 三天三夜

- Act 1

1. 日出
2. 給我感覺
3. High High High
4. 姐妹
5. 站在高崗上

- Act 2

1. 感應
2. 了不起
3. 都什麼時候了
4. 掉了
5. 原來你什麼都不要
6. 彩虹
7. 甜蜜蜜
8. 牽手
9. YES OR NO

- Act 3

1. 你在看我嗎
2. 潛規則
3. 薇多莉亞的秘密
4. 好膽你就來
5. Are You Ready
6. 黑吃黑
7. 開門見山

- Act 5

1. 海闊天空
2. 藍天
3. 如果你也聽說
4. 記得
5. 解脫
6. 別在傷口灑鹽
7. 真實
8. 剪愛
9. 我可以抱你嗎
10. 聽海
11. 我要快樂
12. 我最親愛的

- Encore

1. Bad Boy
2. 火
3. 一想到你呀
4. 我要飛
5. 三天三夜

- Act 1

1. 日出
2. 給我感覺
3. High High High
4. 姐妹
5. 站在高崗上

- Act 2

1. 感應
2. 了不起
3. 都什麼時候了
4. 掉了
5. 原來你什麼都不要

- Act 3

1. Are You Ready
2. 黑吃黑
3. 開門見山

- Act 4

1. 你在看我嗎
2. 潛規則
3. 薇多莉亞的秘密
4. 彩虹
5. 牽手
6. 夏天的浪花

- Act 5

1. 海闊天空
2. 藍天
3. 如果你也聽說
4. 勇敢
5. 記得
6. 不像個大人
7. 解脫
8. 我恨我愛你
9. 別在傷口灑鹽
10. 真實
11. 還有眼淚就好
12. 剪愛
13. 我可以抱你嗎
14. 聽海
15. 我要快樂
16. 我最親愛的

- Encore

1. Bad Boy
2. 火
3. 一想到你呀
4. 我要飛
5. 三天三夜

- Act 1

1. 日出
2. 給我感覺
3. High High High
4. 姐妹
5. 站在高崗上

- Act 2

1. 感應
2. 了不起
3. 都什麼時候了
4. 掉了
5. 原來你什麼都不要

- Act 3

1. 海闊天空(beyond)
2. Are You Ready
3. 黑吃黑
4. 開門見山

- Act 4

1. 你在看我嗎
2. 潛規則
3. 薇多莉亞的秘密
4. 彩虹
5. 甜蜜蜜
6. 牽手

- Act 5

1. 海闊天空
2. 藍天
3. 如果你也聽說
4. 勇敢
5. 記得
6. 不像個大人
7. 解脫
8. 我恨我愛你
9. 別在傷口灑鹽
10. 真實
11. 還有眼淚就好
12. 剪愛
13. 我可以抱你嗎
14. 聽海
15. 我要快樂
16. 我最親愛的

- Encore

1. Bad Boy
2. 火
3. 一想到你呀
4. 我要飛
5. 三天三夜

- Act 1

1. 日出
2. 給我感覺
3. High High High
4. 姐妹
5. 站在高崗上

- Act 2

1. 感應
2. 了不起
3. 都什麼時候了
4. 掉了
5. 原來你什麼都不要
6. 彩虹
7. 甜蜜蜜
8. 牽手
9. 夏天的浪花

- Act 3

1. Are You Ready
2. 黑吃黑
3. 開門見山

- Act 5

1. 海闊天空
2. 藍天
3. 如果你也聽說
4. 記得
5. 解脫
6. 別在傷口灑鹽
7. 真實
8. 剪愛
9. 我可以抱你嗎
10. 聽海
11. 我要快樂
12. 我最親愛的

- Encore

1. Bad Boy
2. 火
3. 一想到你呀
4. 我要飛
5. 三天三夜

- Act 1

1. 日出
2. 給我感覺
3. High High High
4. 姐妹
5. 站在高崗上

- Act 2

1. 感應
2. 了不起
3. 都什麼時候了
4. 掉了
5. 原來你什麼都不要

- Act 3

1. Are You Ready
2. 黑吃黑
3. 開門見山
4. 好膽你就來

- Act 4

1. 你在看我嗎
2. 潛規則
3. 薇多莉亞的秘密
4. 彩虹
5. 牽手
6. 夏天的浪花

- Act 5

1. 海闊天空
2. 藍天
3. 如果你也聽說
4. 勇敢
5. 記得
6. 不像個大人
7. 解脫
8. 我恨我愛你
9. 別在傷口灑鹽
10. 真實
11. 還有眼淚就好
12. 剪愛
13. 我可以抱你嗎
14. 聽海
15. 我要快樂
16. 我最親愛的

- Encore

1. Bad Boy
2. 火
3. 一想到你呀
4. 我要飛
5. 三天三夜

- Act 1

1. 日出
2. 給我感覺
3. High High High
4. 姐妹
5. 站在高崗上

- Act 2

1. 感應
2. 了不起
3. 都什麼時候了
4. 掉了
5. 原來你什麼都不要

- Act 3

1. 海闊天空
2. Are You Ready
3. 黑吃黑
4. 開門見山

- Act 4

1. 你在看我嗎
2. 潛規則
3. 薇多莉亞的秘密
4. 彩虹
5. 牽手
6. 夏天的浪花

- Act 5

1. 海闊天空
2. 藍天
3. 如果你也聽說
4. 勇敢
5. 記得
6. 不像個大人
7. 解脫
8. 我恨我愛你
9. 別在傷口灑鹽
10. 真實
11. 還有眼淚就好
12. 剪愛
13. 我可以抱你嗎
14. 聽海
15. 我要快樂
16. 我最親愛的

- Encore

1. Bad Boy
2. 火
3. 一想到你呀
4. 我要飛
5. 三天三夜

- Act 1

1. 日出
2. 給我感覺
3. High High High
4. 姐妹
5. 站在高崗上

- Act 2

1. 感應
2. 了不起
3. 都什麼時候了
4. 掉了
5. 原來你什麼都不要

- Act 3

1. 不顧一切
2. 黑吃黑
3. 開門見山
4. 好膽你就來

- Act 4

1. 你在看我嗎
2. 潛規則
3. 薇多莉亞的秘密
4. 彩虹
5. 夢中作憨人
6. 牽手
7. 夏天的浪花

- Act 5

1. 旅程
2. 藍天
3. 如果你也聽說
4. 勇敢
5. 你是愛我的
6. 人質
7. 記得
8. 不像個大人
9. 解脫
10. 我恨我愛你
11. 別在傷口灑鹽
12. 真實
13. 還有眼淚就好
14. 趁早
15. 剪愛
16. 我可以抱你嗎
17. 聽海
18. 我要快樂
19. 我最親愛的

- Encore

1. 渴了
2. Bad Boy
3. 火
4. 一想到你呀
5. 我要飛
6. 三天三夜

- Act 1

1. 日出
2. 給我感覺
3. High High High
4. 姐妹
5. 站在高崗上

- Act 2

1. 感應
2. 了不起
3. 都什麼時候了
4. 掉了
5. 原來你什麼都不要

- Act 3

1. 不顧一切
2. 黑吃黑
3. 開門見山
4. 好膽你就來

- Act 4

1. 你在看我嗎
2. 潛規則
3. 薇多莉亞的秘密
4. 彩虹
5. 牽手
6. 夏天的浪花

- Act 5

1. 旅程
2. 藍天
3. 如果你也聽說
4. 勇敢
5. 你是愛我的
6. 人質
7. 記得
8. 不像個大人
9. 解脫
10. 我恨我愛你
11. 別在傷口灑鹽
12. 真實
13. 還有眼淚就好
14. 趁早
15. 剪愛
16. 我可以抱你嗎
17. 聽海
18. 我要快樂
19. 我最親愛的

- Encore

1. 渴了
2. Bad Boy
3. 火
4. 一想到你呀
5. 我要飛
6. 三天三夜 / Gangnam Style

- Act 1

1. 日出
2. 給我感覺
3. High High High
4. 姐妹
5. 站在高崗上

- Act 2

1. 感應
2. 了不起
3. 都什麼時候了
4. 掉了
5. 原來你什麼都不要

- Act 3

1. 不顧一切
2. 黑吃黑
3. 開門見山

- Act 4

1. 你在看我嗎
2. 潛規則
3. 薇多莉亞的秘密
4. 彩虹
5. 牽手
6. 夏天的浪花

- Act 5

1. 旅程
2. 藍天
3. 如果你也聽說
4. 勇敢
5. 你是愛我的
6. 人質
7. 記得
8. 不像個大人
9. 解脫
10. 我恨我愛你
11. 別在傷口灑鹽
12. 真實
13. 還有眼淚就好
14. 趁早
15. 剪愛
16. 我可以抱你嗎
17. 聽海
18. 我要快樂
19. 我最親愛的

- Encore

1. 渴了
2. Bad Boy
3. 火
4. 一想到你呀
5. 我要飛
6. 三天三夜

## 嘉賓
| 日期          | 國家／地區 | 城市   | 嘉賓   | 表演歌曲                                                     |
| ------------- | ---------- | ------ | ------ | ------------------------------------------------------------ |
| 2012年1月7日  | 新加坡     | 新加坡 | 黃鶯鶯 | 《哭砂》                                                     |
| 2012年4月1日  | 臺灣       | 台北   | 庾澄慶 | 《愛什麼稀罕》、《讓我一次愛個夠》                           |
| 2012年4月4日  | 臺灣       | 台北   | 江蕙   | 《黑吃黑》、《開門見山》                                     |
| 2012年4月5日  | 臺灣       | 台北   | 蘇打綠 | 《牽手》、《一個人對話》、《喜歡寂寞》、《最愛的人傷我最深》 |
| 2012年4月6日  | 臺灣       | 台北   | 羅志祥 | 《薇多莉亞的秘密》                                           |
| 2012年4月7日  | 臺灣       | 台北   | 周杰倫 | 《黑吃黑》、《雙截棍》                                       |
| 2012年4月8日  | 臺灣       | 台北   | 王力宏 | 《We Will Rock You》、《Are You Ready》                      |
| 2012年5月26日 | 香港       | 香港   | 方大同 | 《愛愛愛》、《Endless Love》                                 |